# Laura Pedro

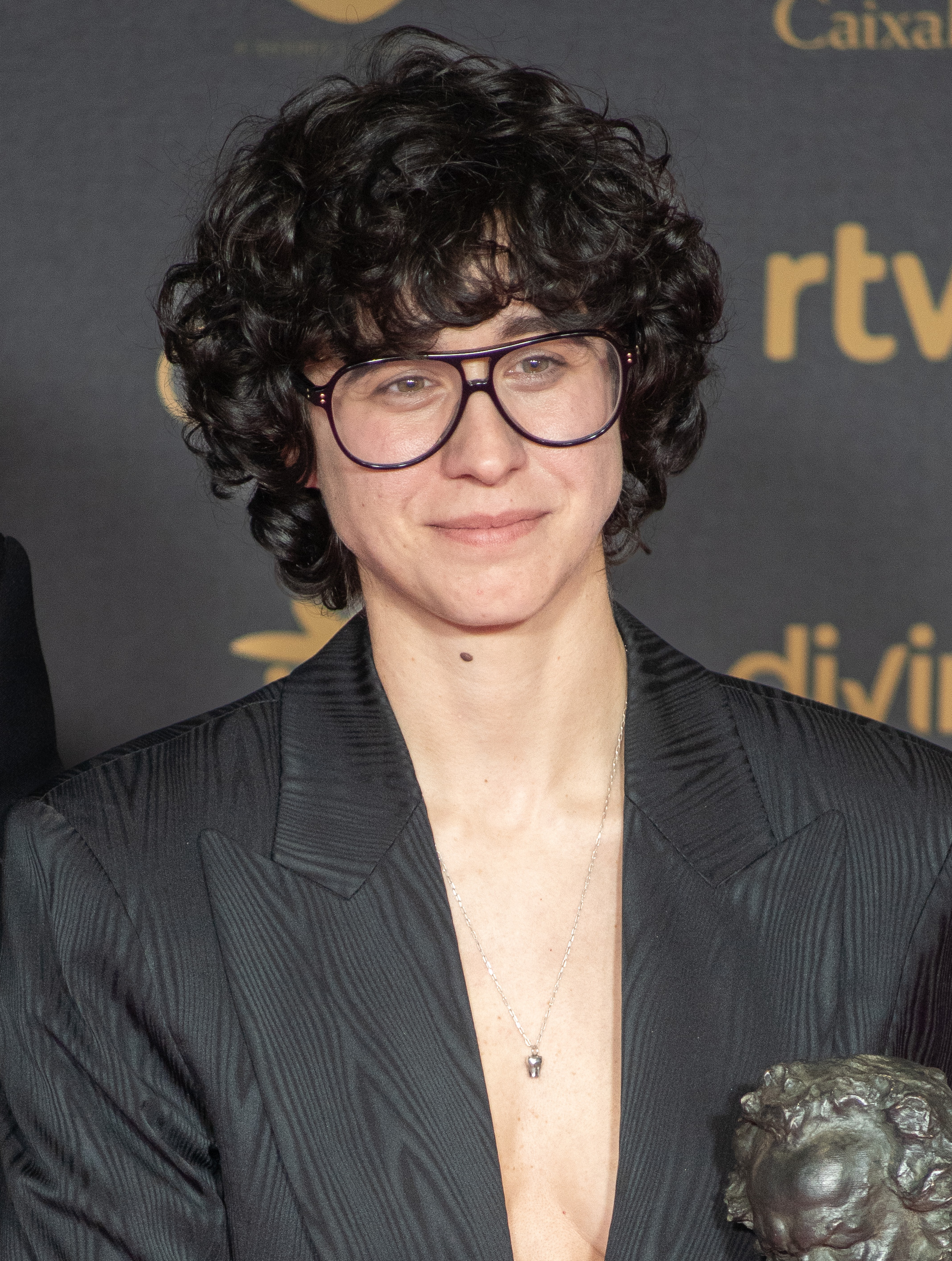
Laura Pedro bei der Verleihung des Goya 2024

Laura Pedro (* 1989 in Barcelona) ist eine spanische VFX Supervisorin.

## Leben und Karriere
Laura Pedro wollte zunächst Kamerafrau werden, dies verhinderte jedoch ein Motorradunfall. So studierte sie Visuelle Effekte an der Filmschule ESCAC bis 2013. Nach dem Studium kam sie als Digital Compositorin zur Filmfirma El Ranchito, wo sie seit 2016 als VFX Supervisorin tätig ist.
Für ihre Arbeit an Superlópez (2018) wurde sie mit dem Goya und dem Premis Gaudí ausgezeichnet, auch für Crime Game (2021) erhielt sie einen Goya. Für Frieden, Liebe und Death Metal (2022) erhielt sie abermals einen Gaudí. Für Die Schneegesellschaft (2023) wurde sie mit dem Europäischen Filmpreis und einem weiteren Goya geehrt.

## Filmografie (Auswahl)
- 2016: Sieben Minuten nach Mitternacht (A Monster Calls)
- 2017: Cold Skin – Insel der Kreaturen (Cold Skin)
- 2018: Superlópez
- 2019: Auge um Auge (Quien a hierro mata)
- 2020: Malnazidos – Im Tal der Toten (Malnazidos)
- 2021: Crime Game (Way Down)
- 2022: Frieden, Liebe und Death Metal (Un año, una noche)
- 2023: Die Schneegesellschaft (La sociedad de la nieve)